# Mortal Kombat
Mortal Kombat, är ett arkadspel som tillhör beat em up-genren, utvecklat av Midway Games och lanserat som arkadspel 1992. Mortal Kombat skapades som ett svar på Capcoms framgångsrika Street Fighter II, och differentierade sig med realistisk digitaliserad grafik och blodigare och brutalare våld. Medan spelserien Street Fighter utspelas i vanlig gatumiljö på olika ställen på olika platser på Jorden, utspelas Mortal Kombat på en ö fylld av mystik från Fjärran östern.
Spelet släpptes till hemkonsolerna 1993. I Sega Mega Drive-versionen fanns blodet från arkadversionen kvar, och det fanns en åldersgräns på 15 år, men i Super Nintendo-versionen, där utgivaren var Acclaim, var det precis som många andra våldsamheter bortcensurerat.
Bland figurerna i spelet återfinns Sub-Zero. Originalnamnet för figuren var Tundra, fram till produktionen av originalversion av Mortal Kombat. Han bär blå dräkt, och behärskar is.
Spelet har fått flera uppföljare samt film och TV-serier.

## Censur i Super Nintendo-versionen
Många brittiska tidningar klagade över att Acclaim tog bort för mycket våld ur SNES-versionen. Det som ändrades var.
- Blodet som stänker vid varje slag och spark är borttaget.
- Johnny Cage sparkar inte av motståndarens huvud som avslutning, i stället gör han ett hål i motståndarens mage med en kraftig spark.
- Kano sliter inte ut motståndarens hjärta som avslutning, i stället ger han motståndaren ett dödligt slag i magen.
- Sub-Zero sliter inte ut motståndarens ryggrad som avslutning, i stället fryser han motståndaren till is och slår honom i bitar.

### Fotnoter
1. ↑  Jonas Mäki (19 oktober 2006). ”Mortal Kombat: Armageddon”. Gamereactor. https://www.gamereactor.se/recensioner/8729/Mortal+Kombat+Armageddon/. Läst 14 juni 2017.
2. ↑  Nintendomagasinet 10 1993 (Power Player)